# Tour de Valònia 2015
El Tour de Valònia 2015, 42a edició del Tour de Valònia, es disputà entre el 25 i el 29 de juliol de 2015 sobre un recorregut de 922,0 km distribuïts en cinc etapes. La cursa formava part del calendari de l'UCI Europa Tour 2015, amb una categoria 2.HC.
El vencedor de la classificació general fou el neerlandès Niki Terpstra (Etixx-Quick Step), gràcies a la victòria de la primera etapa. En segona posició finalitzà el belga Victor Campenaerts (Topsport Vlaanderen-Baloise), vencedor de la classificació dels joves, mentre el rus Serguei Lagutin (Team Katusha).
En les altres classificacions secundàries, Ludwig De Winter (Wallonie-Bruxelles) es proclamà vencedor de la classificació de la muntanya, Danny van Poppel (Trek Factory Racing) en la dels punts, Sébastien Delfosse (Wallonie-Bruxelles) en la dels esprints i el Topsport Vlaanderen-Baloise en la classificació per equips.

## Equips
L'organització convidà a prendre part en la cursa a nou equips World Tour, cinc equips continentals professionals i dos equips continentals:
equips World TourAG2R La Mondiale, BMC Racing Team, Etixx-Quick Step, FDJ, IAM Cycling, Lotto Soudal, Team Katusha, Team Tinkoff-Saxo, Trek Factory Racing
equips continentals professionalsBretagne-Séché Environnement, Cofidis, Team Europcar, Topsport Vlaanderen-Baloise, Wanty-Groupe Gobert
equips continentalsVeranclassic-Ekoï, Wallonie-Bruxelles

## Etapes
| Etapa | Data         | Recorregut                          |                   | Km    | Vencedor d'etapa          | Líder de la general | Ref.  |
| ----- | ------------ | ----------------------------------- | ----------------- | ----- | ------------------------- | ------------------- | ----- |
| 1a    | 25 de juliol | Wanze - Hannut                      | Etapa plana       | 190,7 | Niki Terpstra (NED)       | Niki Terpstra (NED) | [ 1 ] |
| 2a    | 26 de juliol | Beaufays (Chaudfontaine) - Bassenge | Etapa accidentada | 171,4 | Danny van Poppel (NED)    | Niki Terpstra (NED) | [ 2 ] |
| 3a    | 27 de juliol | Bastogne - Namur                    | Etapa accidentada | 207,0 | Philippe Gilbert (BEL)    | Niki Terpstra (NED) | [ 3 ] |
| 4a    | 28 de juliol | Waterloo - Quaregnon                | Etapa plana       | 164,6 | Jonas Van Genechten (BEL) | Niki Terpstra (NED) | [ 4 ] |
| 5a    | 29 de juliol | Chimay - Thuin                      | Etapa accidentada | 167,3 | Danny van Poppel (NED)    | Niki Terpstra (NED) | [ 5 ] |

## Classificació final
|    | Ciclista                 | Equip                       | Temps       |
| -- | ------------------------ | --------------------------- | ----------- |
| 1  | Niki Terpstra (NED)      | Etixx-Quick Step            | 23h 00' 52" |
| 2  | Victor Campenaerts (BEL) | Topsport Vlaanderen-Baloise | + 22"       |
| 3  | Serguei Lagutin (RUS)    | Team Katusha                | + 36"       |
| 4  | Danny van Poppel (NED)   | Trek Factory Racing         | + 53"       |
| 5  | Antoine Warnier (BEL)    | Wallonie-Bruxelles          | + 58"       |
| 6  | Boris Vallée (BEL)       | Lotto-Soudal                | + 59"       |
| 7  | Philippe Gilbert (BEL)   | BMC Racing                  | + 1' 02"    |
| 8  | Loïc Vliegen (BEL)       | BMC Racing                  | + 1' 02"    |
| 9  | Sébastien Turgot (FRA)   | AG2R La Mondiale            | + 1' 10"    |
| 10 | Matti Breschel (DEN)     | Tinkoff-Saxo                | + 1' 12"    |

## Evolució de les classificacions
| Etaoa                  | Vencedor               | Classificació general | Classificació per punts | Classificació de la muntanya | Classificació dels ssprints | Classificació dels joves | Classificació de la combativitat | Classificació per equips    |
| ---------------------- | ---------------------- | --------------------- | ----------------------- | ---------------------------- | --------------------------- | ------------------------ | -------------------------------- | --------------------------- |
| 1                      | Niki Terpstra          | Niki Terpstra         | Niki Terpstra           | Antoine Warnier              | Niki Terpstra               | Victor Campenaerts       | Loïc Vliegen                     | Wallonie-Bruxelles          |
| 2                      | Danny van Poppel       | Niki Terpstra         | Danny van Poppel        | Antoine Warnier              | Jean-Pierre Drucker         | Victor Campenaerts       | Loïc Vliegen                     | Etixx-Quick Step            |
| 3                      | Philippe Gilbert       | Niki Terpstra         | Danny van Poppel        | Ludwig De Winter             | Jean-Pierre Drucker         | Victor Campenaerts       | Loïc Vliegen                     | Topsport Vlaanderen-Baloise |
| 4                      | Jonas Van Genechten    | Niki Terpstra         | Danny van Poppel        | Ludwig De Winter             | Sébastien Delfosse          | Victor Campenaerts       | Sébastien Delfosse               | Topsport Vlaanderen-Baloise |
| 5                      | Danny van Poppel       | Niki Terpstra         | Danny van Poppel        | Ludwig De Winter             | Sébastien Delfosse          | Victor Campenaerts       | Axel Domont                      | Topsport Vlaanderen-Baloise |
| Classificacions finals | Classificacions finals | Niki Terpstra         | Danny van Poppel        | Ludwig De Winter             | Sébastien Delfosse          | Victor Campenaerts       | Axel Domont                      | Topsport Vlaanderen-Baloise |